# Azem Maksutaj
Azem Maksutaj (ur. 8 lipca 1975 w Dečani) – szwajcarski trener i były kickbokser należący do K-1 oraz zawodnik muay thai pochodzenia kosowskiego.

## Życiorys i kariera
Azem Maksutaj urodził się 8 lipca 1975 roku w Dečani jako drugie z czworo dzieci; jego ojciec pod koniec lat 70. wyemigrował do Szwajcarii jako gastarbeiter, z czasem sprowadzał tam swoją rodzinę, w wyniku czego Azem opuścił teren Kosowa pod koniec 1990 roku, przenosząc się do miasta Winterthur. Rozpoczął wówczas trenowanie boksu tajskiego pod okiem Rohy’ego Batliwali; dzięki intensywnemu treningowi, w 1992 roku udało mu się pokonać starszego o 11 lat Jesusa Pereza, przejmując po nim tytuł mistrza Szwajcarii w boksie tajskim w kategorii wagowej do 63,5 kg.
Wbrew woli swoich rodziców postanowił kontynuować karierę zawodową boksera; w maju 1994 znokautował pięć lat starszego Szweda Thomasa Rasmussena poprzez nokaut w 4. rundzie; Maksutaj przejął po nim tytuł mistrza Europy w boksie tajskim w kategorii wagowej do 72,5 kg, dzięki czemu stał się również pierwszym szwajcarskim bokserem w historii, który zdobył międzynarodowy tytuł w boksie tajskim. W tymże roku zmierzył się w Mediolanie z Włochem Sergio Bertalozzim (kategoria wagowa do 76 kg); pojedynek również został wygrany nokautem ze strony Maksutaja, zostając w wieku 19 lat najmłodszym na świecie mistrzem świata w muay thai.
19 marca 1995 roku Maksutaj został znokautowany w pierwszej rundzie przez Holendra Perry’ego Ubedę, w wyniku czego Szwajcar utracił tytuł mistrza świata, który został odzyskany dnia 2 listopada 1996 roku, kiedy to w Zurychu pokonał w trzeciej rundzie holenderskiego zawodnika Faizala Redinga poprzez nokaut techniczny (kategoria wagowa do 76 kg).
7 listopada 1998 roku znokautował Francuza Moussę Sissoko w Winterthur w 3. rundzie; pojedynek dotyczył kategorii wagowej do 76 kg. Talent Azema Maksutaja został zauważony przez utytułowanego szwajcarskiego kickboksera Andy’ego Huga, który chciał go sprowadzić do Japonii; Maksutaj postanowił jednak odmówić, gdyż nie chciał opuścić swojej rodziny. Po śmierci Huga w 2000 roku szwajcarski tabloid Blick nazwał Maksutaja jego sobowtórem.
W lipcu 1999 roku w Puli zmierzył się w kategorii półciężkiej z Chorwatem Igorem Ivoševiciem, którego uważano za zdecydowanego faworyta; walka zakończyła się jednak zwycięstwem Maksutaja przez znokautowanie przeciwnika. 11 grudnia tegoż roku wygrał w kategorii wagowej do 79 kg w Sarajewie na punkty z Surinamczykiem Ashwinem Balrakiem.
W 2000 roku wygrał na punkty pojedynek w kategorii wagowej do 76 kg w Prisztinie z Chorwatem Ivicą Sukošiciem. W tym samym roku w Pawii stoczył tym razem w kategorii wagowej do 79 kg walkę z Francuzem Aurélienem Duarte, nokautując go w czwartej rundzie. Maksutaj wygrał również walkę w kategorii wagowej od 83 do 86 kg z belgijskim zawodnikiem Eddym Corremansem poprzez nokaut w trzeciej rundzie.
W 2001 roku znokautował w Pawii w pierwszej rundzie Francuza Davida Ismalona, z kolei w Zagrzebiu Maksutaj stoczył zakończoną remisem walkę z Rosjaninem Mohamiedem Akmarienką. W tymże roku w Winterthur również wygrał na punkty walkę w kategorii wagowej do 91 kg z Francuzem Hubertem Lisovskim. Dzień po 74. urodzinach tajskiego króla Ramy IX, dnia 6 grudnia 2001 roku odbyła się gala bokserska, która była obserwowana na żywo w parku Sanam Luang w Bangkoku przez ponad 100 tys. osób, transmitowana przez stacje telewizyjne UBCTV, iTV i Channel 7 oraz relacjonowana na żywo przez stacje radiowe; Azem Maksutaj wygrał przedostatnią w tej gali walkę w kategorii ciężkiej z Kanadyjczykiem Cliftonem Brownem. Sam Brown, który był wcześniej znany z wygranych trzech walk z tajskimi bokserami, już po półtorej minucie pierwszej rundy został znokautowany przez Szwajcara, co uczyniło tę walkę najkrótszą w historii boksu w Tajlandii.
W 2002 roku znokautował w drugiej rundzie w Zurychu Hiszpana Chinta Mordillo (kategoria wagowa do 91 kg).
25 września 2004 roku w Maag Event Hall w Zurychu odbył się pojedynek Azema Maksutaja z innym Szwajcarem, ówczesnym mistrzem Europy K-1 Björnem Bregym; ten był wyższy o około 30 cm oraz cięższy o ponad 30 kg od swojego przeciwnika. Początkowo walkę wygrywał Bregy, jednak ten w II rundzie został znokautowany przez Maksutaja. 13 grudnia Maksutaj wygrał w Winterthur walkę na punkty w kategorii wagowej do 91 kg z Węgrem Tihamérem Brunnerem.
W 2005 roku w Winterthur znokautował w trzeciej rundzie Francuza Radana Frechichi; Maksutaj wygrał także z portugalskim zawodnikiem Arthurem Sequeirą w wyniku zadania mu nokautu technicznego. 24 września tegoż roku Maksutaj przegrał w Winterthur na punkty przez Anglika Gary’ego Turnera.
20 maja 2006 roku Maksutaj w Sztokholmie ponownie zmierzył się z Larrym Lindwallem (kategoria wagowa do 91 kg); pierwsza runda została wygrana przez Szweda, jednak w drugiej ten został znokautowany przez Szwajcara. 7 września tegoż roku wygrał na punkty walkę w Bratysławie z tureckim zawodnikiem Erhanem Denizem.
W 2008 roku wygrał na punkty w Bernie pojedynek z bośniackim zawodnikiem Senadem Hadžiciem.
29 stycznia 2010 roku w berneńskiej Wankdorfhalle znokautował w trzeciej rundzie Francuza Jeana-Luca Ajincę.

### Walki w K-1
10 czerwca 1995 roku w trakcie trwania turnieju K-1 Fight Night w zuryskim Hallenstadionie został znokautowany w drugiej rundzie przez Surinamczyka Orlanda Wieta.
Podczas turnieju K-1 Fight Night II, który odbył się dnia 2 czerwca 1996 roku, Maksutaj zmierzył się z japońskim mistrzem świata UKF z Taiei Kinem, przegrywając walkę na punkty; walka była transmitowana na żywo, a następnego dnia dziennik Tages-Anzeiger opisał tę walkę jako najbardziej emocjonującą podczas całego wydarzenia.
5 czerwca 1999 roku wygrał podczas K-1 Fight Night '99 w Zurychu walkę z Anglikiem Winstonem Walkerem przez nokaut techniczny. Tym samym sposobem wygrał walkę z Holendrem Faizalem Redingiem, która miała miejsce w Zurychu w ramach turnieju K-1 Fight Night 2000.
25 stycznia 2002 roku podczas K-1 World Grand Prix 2002 Preliminary Marseilles w marsylijskim Pałacu Sportu Azem Maksutaj stoczył trzy walki: z Francuzami Abdelem Lamidim i Gregorym Tonym oraz Węgrem Ferencem Gasztanym; Lamidi oraz Gasztany zostali znokautowani przez Maksutaja odpowiednio w ćwierćfinale, i w półfinale, ten jednak przegrał na punkty z Tonym. 13 kwietnia tegoż roku Maksutaj odbył zakończoną remisem walkę z Białorusinem Witalem Achramienką, która miała miejsce podczas turnieju K-1 Croatia Grand Prix 2002 w hali Dom Sportova w Zagrzebiu. 25 maja przegrał na punkty pojedynek z francuskim zawodnikiem Gregorym Tonym; pojedynek odbył się w ramach K-1 World Grand Prix 2002 w paryskim Palais Omnisports de Paris-Bercy.
24 stycznia 2003 roku w marsylijskim Salle Vallier odbył się turniej kwalifikacyjny K-1 World Grand Prix 2003 Preliminary France, podczas którego Maksutaj znokautował w ćwierćfinale w pierwszej rundzie Anglika Roba Lloyda, a w półfinale wygrał na punkty walkę z Czechem Milošem Koptakiem. 30 maja tegoż roku Maksutaj przegrał na punkty ćwierćfinałową walkę ze Szwedem Larrym Lindwallem, która odbyła się w ramach K-1 World Grand Prix 2003 w St. Jakobshalle w miejscowości Münchenstein. 29 czerwca podczas turnieju K-1 Beast II 2003 rozegranego w Saitama Super Arena, Azem Maksutaj przegrał z Japończykiem Shingo Koyasu walkę na punkty.
24 stycznia 2004 roku stoczył pojedynek z Belgiem Azizem Khattou; walka odbyła się w Marsylii w ramach K-1 Marseilles 2004 World Qualification, została przez Maksutaja przegrana na punkty.
19 stycznia 2005 roku przegrał na punkty w ćwierćfinałowej walce z Francuzem Christian N’ką; pojedynek odbył się w Marsylii w ramach K-1 France Grand Prix 2005.
21 maja w ramach K-1 Scandinavia Grand Prix 2005 zmierzył się w sztokholmskim Globenie z Kanadyjczykiem Michaelem McDonaldem; mimo początkowych sukcesów, przegrał z Kanadyjczykiem na punkty, przez co Maksutaj odpadł w ćwierćfinale. Walka była oglądana na żywo przez 11 tysięcy osób. 13 sierpnia tegoż roku Maksutaj wziął udział w turnieju K-1 World Grand Prix 2005, który odbył się w hotelu The Mirage w Las Vegas, gdzie Maksutaj ponownie zmierzył się z Michaelem McDonaldem; Szwajcarowi udało się wygrać pojedynek na punkty i został zakwalifikowany do półfinału. Tego samego dnia również stoczył przegraną na punkty walkę z Rosjaninem Rusłanem Karajewem; pomimo porażki, Azem Maksutaj został oficjalnie uznany za jednego z 20 najlepszych zawodników K-1.
17 lutego 2006 roku podczas turnieju K-1 European League 2005, który odbył się w bratysławskiej hali sportowej Pasienky, Maksutaj wygrał na punkty walkę z niemieckim zawodnikiem Jamesem Phillipsem; drugie zwycięstwo na punkty Szwajcara nad Niemcem miało miejsce dnia 3 czerwca na turnieju K-1 w Lucernie. 12 sierpnia tegoż roku wziął udział w K-1 World Grand Prix w hotelu Bellagio w Las Vegas, gdzie stoczył walkę z Nowozelandczykiem Rayem Sefo; została ona zakończona technicznym znokautowaniem szwajcarskiego zawodnika podczas trzeciej rundy oraz przerwaniem rundy przez sędziego. 24 listopada podczas K-1 World MAX North European Qualification 2007 w sztokholmskim Hovecie został w trakcie pierwszej rundy znokautowany przez szwedzkiego zawodnika Jörgena Krutha.
13 stycznia 2007 roku na turnieju K-1 rules Heavyweight Tournament 2007 w stambulskim Lufti Kirdar przegrał w półfinale walkę z tajskim zawodnikiem Kaoklaiem Kaennorsingiem i nie dostał się do półfinału. 19 maja tegoż roku przegrał pojedynek z australijskim zawodnikiem Nathanem Corbettem poprzez nokaut techniczny w drugiej rundzie, odpadając w ćwierćfinale; walka odbyła się w ramach K-1 Fighting Network Scandinavian Qualification 2007 w Hovecie w Sztokholmie.
26 kwietnia 2008 roku został znokautowany w drugiej rundzie przez holendersko-surinamskiego zawodnika Tyrone’a Sponga na turnieju K-1 World Grand Prix 2008, który odbył się w Amsterdam Arena.

## W kulturze
Od maja 2006 do sierpnia 2007 roku kręcono film dokumentalny pod tytułem Being Azem, którego premiera miała miejsce w 2010 roku.

## Życie prywatne
1 czerwca 2007 roku wziął ślub z Albanką o imieniu Njomza, która po kilku tygodniach urodziła syna Leandra.